# گلمباتومومب وداتین
گلمباتومومب وداتین (انگلیسی: Glembatumumab vedotin) یک ترکیب دارو-پادتن است که سلول‌های سرطانی بیان‌کنندهٔ گلیکوپروتئین تراغشایی ان‌ام‌بی را هدف قرار می‌دهد.
در مه ۲۰۱۰ میلادی، سازمان غذا و داروی آمریکا به دارو جهت استفاده در سرطان‌های راجعهٔ مقاوم‌به‌درمان که گلیکوپروتئین تراغشایی ان‌ام‌بی می‌سازند، وضعیت «بررسی فوری» اعطا کرد.
این دارو در واقع یک پادتن مونوکلونال IgG2 انسانی است که مادهٔ شیمیایی مونومتیل آریستاتین ئی متصل شده‌است و از یک آنزیم اتصال‌دهنده تجزیه‌پذیر والین-سیترولین استفاده می‌کند. این اتصال در جریان خون پایدار است. پادتن به GPNMB در سلول‌های سرطانی می‌چسبد و دارو به درون آنها نفوذ کرده و سپس پیوند بین پادتن و دارو تجزیه‌شده و مونومتیل آریستاتین ئی در درون سلول سرطانی آزاد شده و آنرا می‌کشد.
در مطالعات پیش‌بالینی، گلمباتومومب توانست سلول‌های سرطانی دارای GPNMB را در ملانوما و سرطان پستان در بیرون بدن (شرایط آزمایشگاهی) بکشد و سبب پسرفت کامل یا نیمه کامل تومورهای حاوی GPNMB در موش‌های آزمایشگاهی گردد.
در آوریل ۲۰۱۸ میلادی، تولید این دارو سرانجام متوقف شد، چرا که نتوانست به اهداف مورد نظر در درمان سرطان پستان سه‌گانه-منفی مقاوم‌به درمان دست یابد و موجب افزایش طول عمر آنان یا عدم پیشرفت بیماری در مقایسه با داروی کپسیتابین گردد.